# Små blå män
Små blå män är en fantasyroman av Terry Pratchett utgiven 2003.

## Handling
Tiffany Ledbruten, en ung blivande häxa, måste stoppa de onda ting, från sagor och myter, som väller in i världen. till sin hjälp har hon häxan Klarsyna Mistel, en stekpanna, en magibok, och de små blå männen, Nac Mac Feegle. Tillsammans måste de stoppa ondskan och den onda Drottningen innan det är för sent...